# ニューイングランド (競走馬)
ニューイングランドとは日本の競走馬、種牡馬である。馬名の由来はアメリカ合衆国の北東部地域、ニューイングランドから。競走馬としては大成できなかったが、優秀な血統背景から種牡馬となり、しばらくは年間100頭以上の繁殖牝馬を集めた。

## 戦績
初出走は1999年12月4日、阪神競馬場での新馬戦であった。単勝1番人気に推されデビュー勝ちを飾るが、その後骨折し長期休養に入る。1年3か月後の2001年3月18日、阪神競馬場の500万下平場戦で復帰。ダートのレースは初めてだったが1番人気に応え、2着に6馬身差をつける圧勝で復帰戦を飾る。その後、900万下で2戦しともに2着。6月に入ると函館競馬場に滞在し、降級後の500万下特別、1000万下特別を連勝する。7月22日、準オープンの身ながら函館記念に格上挑戦で出走。重賞勝ち馬が5頭出走するなか2番人気に支持されるが、勝ち馬ロードプラチナムに1秒差をつけられ7着に敗れた。その後は出走することなく2002年1月に日本中央競馬会 (JRA) の競走馬登録を抹消された。

## 競走成績
以下の内容は、netkeiba.comおよびJBISサーチに基づく。
| 年月日 | 年月日 | 年月日 | 競馬場 | 競走名       | 格   | 頭 数 | 枠 番 | 馬 番 | オッズ （人気） | 着順 | 騎手     | 斤 量 | 距離（馬場）  | タイム （上り3F） | タイム 差 | 勝ち馬/（2着馬）       |
| ------ | ------ | ------ | ------ | ------------ | ---- | ----- | ----- | ----- | --------------- | ---- | -------- | ----- | ------------- | ----------------- | --------- | ---------------------- |
| 1999   | 12.    | 4      | 阪神   | 3歳新馬      |      | 11    | 7     | 8     | 1.2（1人）      | 1着  | 四位洋文 | 54    | 芝2000m（良） | 2:02.9 (34.8)     | -0.1      | （キングザファクト）   |
| 2001   | 3.     | 18     | 阪神   | 4歳上500万下 |      | 10    | 7     | 8     | 1.8（1人）      | 1着  | 四位洋文 | 56    | ダ1800m（良） | 1:53.4 (37.7)     | -1.0      | （トヨサンランボー）   |
|        | 4.     | 21     | 京都   | 4歳上900万下 |      | 15    | 2     | 3     | 1.7（1人）      | 2着  | 四位洋文 | 56    | ダ1800m（良） | 1:52.3 (38.6)     | 0.0       | エイシンリーズン       |
|        | 5.     | 20     | 東京   | 富獄賞       | 900  | 12    | 8     | 12    | 1.7（1人）      | 2着  | 四位洋文 | 56    | 芝1600m（良） | 1:33.7 (34.9)     | 0.1       | ダイワサイレンス       |
|        | 6.     | 17     | 函館   | 湯川特別     | 500  | 15    | 4     | 6     | 1.2（1人）      | 1着  | 四位洋文 | 57    | 芝2000m（良） | 2:01.7 (37.1)     | 0.0       | （イングランドシチー） |
|        | 7.     | 7      | 函館   | STV杯        | 1000 | 8     | 5     | 5     | 1.7（1人）      | 1着  | 四位洋文 | 57    | 芝2000m（良） | 2:02.0 (35.9)     | -0.1      | （レディソーサリス）   |
|        | 7.     | 22     | 函館   | 函館記念     | GIII | 16    | 6     | 12    | 5.6（2人）      | 7着  | 本田優   | 53    | 芝2000m（良） | 2:03.8 (38.0)     | 1.0       | （ロードプラチナム）   |

## 種牡馬入り後
2002年より優駿スタリオンステーションで種牡馬入りした。魅力的な血統背景と、比較的安価に設定された種付け料、デビュー前の産駒が育成場で高い評価を受けたことで、2003年から2006年までは100頭を超す繁殖牝馬を集めた。しかし繁殖牝馬の質が低く（CPIは0.69）、産駒の大半は地方競馬に流れた。中央競馬での産駒成績も低調であり、さらに自身が性病に感染したことなども重なって、2005年に自己最多の160頭（うちサラブレッド158頭、アングロアラブ2頭）に達した種付け頭数は2007年には46頭、2008年には35頭まで落ち込んだ。
2008年7月6日、レオマイスターがラジオNIKKEI賞を勝利し、産駒の中央競馬での重賞初勝利となった。
2012年から青森県のワールドファームで供用された。2015年2月5日死亡。

### 主な産駒
- 2005年産
  - レオマイスター（2008年ラジオNIKKEI賞）
  - クラマテング（2008年鞆の浦賞、福山王冠、2009年 - 2011年福山桜花賞、2010年 - 2011年福山菊花賞、2011年 - 2012年福山大賞典、2012年大高坂賞）
  - トーワヒヨシマル（2009年阪神スプリングジャンプ）
- 2006年産
  - ネコパンチ（2012年日経賞）
  - テイエムハリアー（2011年京都ジャンプステークス、2012年阪神ジャンプステークス、2013年京都ハイジャンプ）
  - ミヤノオードリー（2009年九州大賞典、ロータスクラウン賞）
  - エムザックローマン（2009年北日本新聞杯）
- 2007年産
  - ジェットヴォイス（2013年雲仙岳賞）

## 血統
| ニューイングランドの血統                                   | ニューイングランドの血統                       | ニューイングランドの血統 | （血統表の出典）     | （血統表の出典） |
| 父系                                                       | サンデーサイレンス系                           | サンデーサイレンス系     | サンデーサイレンス系 | [ § 2 ]          |
| 父 *サンデーサイレンス Sunday Silence 1986 青鹿毛 アメリカ | 父の父Halo 1969 黒鹿毛 アメリカ                | Hail to Reason 1958      | Turn-to              | Turn-to          |
| 父 *サンデーサイレンス Sunday Silence 1986 青鹿毛 アメリカ | 父の父Halo 1969 黒鹿毛 アメリカ                | Hail to Reason 1958      | Nothirdchance        |                  |
| 父 *サンデーサイレンス Sunday Silence 1986 青鹿毛 アメリカ | 父の父Halo 1969 黒鹿毛 アメリカ                | Cosmah 1953              | Cosmic Bomb          | Cosmic Bomb      |
| 父 *サンデーサイレンス Sunday Silence 1986 青鹿毛 アメリカ | 父の父Halo 1969 黒鹿毛 アメリカ                | Cosmah 1953              | Almahmoud            |                  |
| 父 *サンデーサイレンス Sunday Silence 1986 青鹿毛 アメリカ | 父の母Wishing Well 1975 鹿毛 アメリカ          | Understanding 1963       | Promised Land        | Promised Land    |
| 父 *サンデーサイレンス Sunday Silence 1986 青鹿毛 アメリカ | 父の母Wishing Well 1975 鹿毛 アメリカ          | Understanding 1963       | Pretty Ways          |                  |
| 父 *サンデーサイレンス Sunday Silence 1986 青鹿毛 アメリカ | 父の母Wishing Well 1975 鹿毛 アメリカ          | Mountain Flower 1964     | Montparnasse         | Montparnasse     |
| 父 *サンデーサイレンス Sunday Silence 1986 青鹿毛 アメリカ | 父の母Wishing Well 1975 鹿毛 アメリカ          | Mountain Flower 1964     | Edelweiss            |                  |
| 母 *クラウンフォレスト 1990 栗毛 アメリカ                  | 母の父Chief's Crown 1982 鹿毛 アメリカ         | Danzig 1977              | Northern Dancer      | Northern Dancer  |
| 母 *クラウンフォレスト 1990 栗毛 アメリカ                  | 母の父Chief's Crown 1982 鹿毛 アメリカ         | Danzig 1977              | Pass de Nom          |                  |
| 母 *クラウンフォレスト 1990 栗毛 アメリカ                  | 母の父Chief's Crown 1982 鹿毛 アメリカ         | Six Crowns 1976          | Secretariat          | Secretariat      |
| 母 *クラウンフォレスト 1990 栗毛 アメリカ                  | 母の父Chief's Crown 1982 鹿毛 アメリカ         | Six Crowns 1976          | Chris Evert          |                  |
| 母 *クラウンフォレスト 1990 栗毛 アメリカ                  | 母の母プレイメイト Playmate 1975 栗毛 アメリカ | Buckpasser 1963          | Tom Fool             | Tom Fool         |
| 母 *クラウンフォレスト 1990 栗毛 アメリカ                  | 母の母プレイメイト Playmate 1975 栗毛 アメリカ | Buckpasser 1963          | Basanda              |                  |
| 母 *クラウンフォレスト 1990 栗毛 アメリカ                  | 母の母プレイメイト Playmate 1975 栗毛 アメリカ | Intriguing 1964          | Swaps                | Swaps            |
| 母 *クラウンフォレスト 1990 栗毛 アメリカ                  | 母の母プレイメイト Playmate 1975 栗毛 アメリカ | Intriguing 1964          | Glamour              |                  |
| 母系(F-No.)                                                | (FN:1-s)                                       | (FN:1-s)                 | (FN:1-s)             | [ § 3 ]          |
| 5代内の近親交配                                            | 5代アウトブリード                              | 5代アウトブリード        | 5代アウトブリード    | [ § 4 ]          |
| 出典                                                       | 1. 2. 3. 4.                                    | 1. 2. 3. 4.              | 1. 2. 3. 4.          | 1. 2. 3. 4.      |

- 父サンデーサイレンスは13年連続で日本のリーディングサイアーとなった大種牡馬。
- 母クラウンフォレストは種牡馬ウッドマンの半妹で、本馬と同じく白井寿昭厩舎に所属し8戦1勝を挙げた。
- 本馬の半妹クラウンアスリートの産駒にハンソデバンド（共同通信杯）がいる[12]。
- 曾祖母イントリーギングから続く牝系に種牡馬プライベートアカウント、アサティス、リズムなどがいる。